# Kefferhausen
Kefferhausen är en ortsteil i staden Dingelstädt i Landkreis Eichsfeld i förbundslandet Thüringen i Tyskland. Kefferhausen var en kommun fram till  1 januari 2019 när den uppgick i Dingelstädt. Kommunen Kefferhausen hade 723 invånare 2018.